# Dornhan
Dornhan è una città tedesca di 6 166 abitanti, situata nel land del Baden-Württemberg.